# Jake O’Brien (koszykarz)
Jake O’Brien (ur. 3 czerwca 1989 w Weymouth) – amerykański koszykarz grający na pozycjach silnego skrzydłowego lub środkowego.
8 grudnia 2021 opuścił PGE Spójnię Stargard.

## Osiągnięcia
Stan na 10 grudnia 2021, na podstawie, o ile nie zaznaczono inaczej.
NCAA
- Uczestnik rozgrywek:
  - II rundy turnieju NCAA (2013)
  - turnieju NCAA (2011, 2013)
- Mistrz sezonu regularnego konferencji America East (2011)
- Debiutant roku konferencji America East (2009)
- Zaliczony do:
  - I składu:
    - All-America East (2010)
    - debiutantów All-America East (2009)

  - III składu All-America East (2010)

Drużynowe
- Mistrz Cypru (2017)
- Zdobywca Superpucharu Cypru (2019)

Indywidualne
- Uczestnik meczu gwiazd ligi cypryjskiej (2018)